# كابيم برانكو
كابيم برانكو بلدية في ولاية ميناس جيرايس في المنطقة الجنوبية الشرقية من البرازيل.